# غوليموماب
غوليموماب هو جسم مضاد وحيد النسيلة بشري ومثبط للمناعة يسوق تحت اسم تجاري هو سيمبوني (Simponi) أقر استخدامه في كندا والولايات المتحدة ليستخدم بجرعة واحدة شهرياً تحت الجلد للبالغين في حالات التهاب المفاصل الروماتويدي والتهاب المفاصل الصدافي والتهاب الفقار المقسط، وينتظر موافقة إدارة الغذاء والدواء ليستخدم في علاج التهاب القولون التقرحي.
كما حصل غوليموماب على موافقة وكالة الأدوية الأوروبية لاستخدامه في معالجة حالات التهاب المفاصل الروماتويدي والتهاب المفاصل الصدافي والتهاب الفقار المقسط.
ويستخدم غوليموماب مع ميثوتركسيت، فقد أظهرت الدراسات أن استخدامهما سوية يعطي مفعولاً أفضل من استخدام ميثوتركسيت لوحده.